# 君の名は。 (アルバム)
『君の名は。』（きみのなは）は、RADWIMPSのサウンドトラック。新海誠監督の長編アニメーション映画『君の名は。』のために制作された映画音楽を収録。2016年8月24日に、EMI Records（ユニバーサルミュージック）から発売された。

## 制作
RADWIMPSは、2016年8月26日公開の新海誠監督の長編アニメーション映画『君の名は。』ですべての劇中音楽を担当しており、このアルバムはそれらを収録したサウンドトラックである。新海がこの映画の脚本を書き始めた頃、プロデューサーから今作の音楽は誰とやりたいかを問われ、実現の可能性を考えずにRADWIMPSが好きだと答えたことがきっかけでオファーを受けた。RADWIMPSは制作初期からこの映画に携わり、主題歌4曲と劇伴22曲の計26曲を制作した。
これまでRADWIMPSは、ボーカル・ギター担当の野田洋次郎が制作した楽曲のみを発表してきたが、今作にはギター担当の桑原彰や、ベース担当の武田祐介が作曲した楽曲も収録された。
エンディング曲『なんでもないや』に関して、「今になってようやく何かが分かった」というニュアンスの曲を、というヒントの提示が新海監督からあった。
主題歌の1曲「前前前世 (movie ver.)」は、2016年7月5日放送のラジオ番組『SCHOOL OF LOCK!』にて初オンエアされ、同年7月25日からは音楽配信サイトにて先行配信された。また、ミュージックビデオは同年8月19日放送のテレビ朝日系『ミュージックステーション』内で初公開され、同日にYouTubeでも公開された。同年8月26日放送の『ミュージックステーション 2時間スペシャル』では、RADWIMPSが地上波音楽番組に初出演して披露した。
2017年に映画が北米とカナダでも公開されるにあたり、野田が「前前前世」「夢灯籠」「スパークル」「なんでもないや」に英語詞をつけて、「Zenzenzense (English ver.)」「Dream lantern (English ver.)」「Sparkle (English ver.)」「Nandemonaiya (English ver.)」の楽曲名で英語版の映画主題歌として採用され、『君の名は。English edition』として1月27日に配信リリース、2月22日にはCDが日本で販売。また、本サウンドトラックに英語詞の4曲を収録したサウンドトラック盤が『Your name. (deluxe edition / Original Motion Picture Soundtrack)』として、3月10日にアメリカで発売された。
本楽曲に収録されているインスト曲のうち「糸守高校」「三葉のテーマ」「秋祭り」「記憶を呼び起こす瀧」はRADWIMPSのライブにて主に野田のピアノソロにて演奏されており、「三葉のテーマ」「秋祭り」はRADWIMPSの映像作品でもクレジットされている。
「三葉のテーマ」は「スパークル ［original ver.］」とセットで披露されることもある。

## リリース
今作は初回限定盤と通常盤の2形態で発売された。初回限定盤には、RADWIMPSと新海の対談映像や新海のインタビュー映像、野田によるスタジオライブ映像などが収められたDVDと、映画の場面写真やバンドの撮り下ろしカット、劇伴のピアノ譜が掲載されたブックレットが付属した。
2017年2月22日にはアナログ盤が『人間開花』のアナログ盤と同時に発売された。
2023年4月14日にアナログ盤で再販される。RADWIMPSのオフィシャルレコードショップ・ラリルレコードとUNIVERSAL MUSIC STORE、ローソンHMVのみ予約を受け付けている。
| 対象店舗                                   | 特典内容                             |
| ------------------------------------------ | ------------------------------------ |
| Loppi（全国のローソン・ミニストップ）・HMV | CDサイズカード「前前前世」ver.       |
| TOWER RECORDS                              | CDサイズカード「スパークル」ver.     |
| Amazon.co.jp                               | CDサイズカード「なんでもないや」ver. |
| 上記以外のCDショップ                       | CDサイズカード「夢灯籠」ver.         |

## チャート成績

### オリコンチャート
8月23日付のオリコンデイリーアルバムランキングでは1.7万枚を売り上げ1位にランクインした。9月5日付のオリコン週間アルバムランキングでは、5.8万枚を売り上げ1位にランクイン。RADWIMPSにとって初のアルバム首位獲得となった。アニメのサウンドトラックによる週間1位獲得は、2014年の『アナと雪の女王 オリジナル・サウンドトラック』が達成して以来、2年ぶりとなった。さらに、翌週の9月12日付でも3.9万枚を売り上げて首位を守り、自身初の2週連続1位を獲得した。
|                                         | 順位 | 売上枚数  |
| --------------------------------------- | ---- | --------- |
| 1週目 (8月22日-28日集計、9月5日付)      | 1位  | 5万7878枚 |
| 2週目 (8月29日-9月4日集計、9月12日付)   | 1位  | 3万8722枚 |
| 3週目 (9月5日-11日集計、9月19日付)      | 2位  | 4万8190枚 |
| 4週目 (9月12日-18日集計、9月26日付)     | 2位  | 4万0711枚 |
| 5週目 (9月19日-25日集計、10月3日付)     | 3位  | 3万5101枚 |
| 6週目 (9月26日-10月2日集計、10月10日付) | 4位  | 2万5190枚 |
| 7週目 (10月3日-9日集計、10月17日付)     | 6位  | 1万7697枚 |
| 8週目 (10月10日-16日集計、10月24日付)   | 4位  | 1万7091枚 |
| 9週目 (10月17日-23日集計、10月31日付)   | 6位  | 1万3603枚 |
| 10週目 (10月24日-30日集計、11月7日付)   | 8位  | 1万0917枚 |

8月度の月間アルバムランキングでは1位にランクイン。これまで最高記録だった『アルトコロニーの定理』の月間2位を上回り、自身初の月間1位獲得となった。さらに、9月度でも1位にランクインし、2か月連続の1位獲得となった。初動は以前の4作のオリジナルアルバムを大きく下回るも、映画の大ヒットも手伝って、オリコンチャートで稀にみるロングセラーを記録し、2017年の時点でRADWIMPSのすべてのオリジナルアルバムの売上を上回る結果となった。

### Billboard Japan
Billboard JAPANにおいてはHot Albumsにて4週連続、Top Albums Salesにて2週連続1位を獲得。一方、先行配信されていた「前前前世 (movie ver.)」も、映画公開とアルバムリリースに後押しされる形でHot Animationにおいて、10月24日付で関ジャニ∞「パノラマ」に首位を阻まれるまで8週連続で1位を守り続けた。また、Hot 100ではチャート・イン回数が13週目で総合首位を獲得した。年間チャートにおいてもアニメチャートとラジオ・エアプレイチャートの2部門において年間1位を獲得している。
| チャート         | 最高順位 |
| ---------------- | -------- |
| Hot Albums       | 01       |
| Top Albums Sales | 01       |

| タイトル       | 最高順位 | 最高順位      |
| タイトル       | Hot 100  | Hot Animation |
| -------------- | -------- | ------------- |
| 前前前世       | 01       | 01            |
| なんでもないや | 04       | 02            |
| スパークル     | 04       | 02            |
| 夢灯籠         | 07       | 04            |
| Zenzenzense    | 20       | 05            |

| チャート         | 順位 |
| ---------------- | ---- |
| Hot Albums       | 02   |
| Top Albums Sales | 06   |

| タイトル       | 順位    | 順位          | 順位        |
| タイトル       | Hot 100 | Hot Animation | Radio Songs |
| -------------- | ------- | ------------- | ----------- |
| 前前前世       | 02      | 01            | 01          |
| なんでもないや | 35      | 04            | -           |
| スパークル     | 43      | 06            | -           |
| 夢灯籠         | 83      | 11            | -           |

### その他
さらに、このアルバムの関連楽曲が各配信サイトで史上初の51冠を獲得。iTunes週間アルバムチャートでは3週連続1位を獲得し、iTunes週間ソングランキングでは1位から4位までを今作に収録されている楽曲が2週連続で独占。同一アーティストの楽曲が1位から4位までを独占するのは史上初である。
「前前前世」は日本音楽著作権協会（JASRAC）の著作権使用料分配額（国内作品）ランキングで2017年度の年間8位を獲得した。
2019年3月1日には、ソニー・ミュージックエンタテインメントのアニメソング人気投票キャンペーン「平成アニソン大賞」において「前前前世 (movie ver.)」が映画主題歌賞（2010年 - 2019年）に選出された。

## 収録内容
| 全編曲: RADWIMPS、ストリングスアレンジ: RADWIMPS、ストリングスアレンジ協力: 徳澤青弦。 |                                  |            |                       |       |
| #                                                                                      | タイトル                         | 作詞       | 作曲                  | 時間  |
| 1.                                                                                     | 「夢灯籠」                       | 野田洋次郎 | 野田洋次郎            | 2:11  |
| 2.                                                                                     | 「三葉の通学」                   |            | 野田洋次郎            | 1:08  |
| 3.                                                                                     | 「糸守高校」                     |            | 野田洋次郎            | 1:51  |
| 4.                                                                                     | 「はじめての、東京」             |            | 野田洋次郎            | 1:19  |
| 5.                                                                                     | 「憧れカフェ」                   |            | 桑原彰                | 1:32  |
| 6.                                                                                     | 「奥寺先輩のテーマ」             |            | 野田洋次郎            | 2:07  |
| 7.                                                                                     | 「ふたりの異変」                 |            | 桑原彰                | 2:36  |
| 8.                                                                                     | 「前前前世 (movie ver.)」        | 野田洋次郎 | 野田洋次郎            | 4:45  |
| 9.                                                                                     | 「御神体」                       |            | 野田洋次郎            | 3:28  |
| 10.                                                                                    | 「デート」                       |            | 野田洋次郎            | 4:05  |
| 11.                                                                                    | 「秋祭り」                       |            | 野田洋次郎            | 1:08  |
| 12.                                                                                    | 「記憶を呼び起こす瀧」           |            | 野田洋次郎            | 1:43  |
| 13.                                                                                    | 「飛騨探訪」                     |            | 野田洋次郎            | 1:32  |
| 14.                                                                                    | 「消えた町」                     |            | 武田祐介              | 1:55  |
| 15.                                                                                    | 「図書館」                       |            | 武田祐介              | 1:43  |
| 16.                                                                                    | 「旅館の夜」                     |            | 野田洋次郎 / 武田祐介 | 1:33  |
| 17.                                                                                    | 「御神体へ再び」                 |            | 野田洋次郎            | 2:23  |
| 18.                                                                                    | 「口噛み酒トリップ」             |            | 野田洋次郎            | 2:55  |
| 19.                                                                                    | 「作戦会議」                     |            | 野田洋次郎            | 2:24  |
| 20.                                                                                    | 「町長説得」                     |            | 武田祐介              | 2:49  |
| 21.                                                                                    | 「三葉のテーマ」                 |            | 野田洋次郎            | 4:06  |
| 22.                                                                                    | 「見えないふたり」               |            | 野田洋次郎            | 0:53  |
| 23.                                                                                    | 「かたわれ時」                   |            | 野田洋次郎            | 2:50  |
| 24.                                                                                    | 「スパークル (movie ver.)」      | 野田洋次郎 | 野田洋次郎            | 8:57  |
| 25.                                                                                    | 「デート2」                      |            | 野田洋次郎            | 2:09  |
| 26.                                                                                    | 「なんでもないや (movie edit.)」 | 野田洋次郎 | 野田洋次郎            | 3:16  |
| 27.                                                                                    | 「なんでもないや (movie ver.)」  | 野田洋次郎 | 野田洋次郎            | 5:43  |
| 合計時間:                                                                              | 合計時間:                        | 合計時間:  | 合計時間:             | 73:12 |

| #  | タイトル                                                                   | 作詞 | 作曲・編曲 |
| -- | -------------------------------------------------------------------------- | ---- | ---------- |
| 1. | 「レコーディング風景」                                                     |      |            |
| 2. | 「ピアノソロスタジオライブ(演奏：野田洋次郎)：「三葉のテーマ」「秋祭り」」 |      |            |
| 3. | 「RADWIMPS、アニメーション製作スタジオ訪問の模様」                         |      |            |
| 4. | 「新海誠監督 × RADWIMPS 対談」                                             |      |            |
| 5. | 「新海誠監督インタビュー」                                                 |      |            |

## 参加ミュージシャン

### RADWIMPS
- 野田洋次郎：Vocal, Guitar, Piano
- 桑原彰：Guitar
- 武田祐介：Bass
- RADWIMPS：Strings Arrangement

### Additional Musician
- 徳澤青弦：Strings Cooperation
- 森瑞希：Drums

## カバー
なんでもないや(movie ver.)
- 堀江美都子 - 2020年、『One Voice』[47]